# Cremnops ruficeps
Cremnops ruficeps är en stekelart som först beskrevs av Günther Enderlein 1920.  Cremnops ruficeps ingår i släktet Cremnops och familjen bracksteklar. Inga underarter finns listade i Catalogue of Life.